# Tabanan (regentschap)

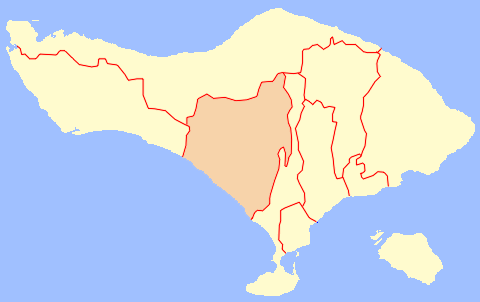
Locatie

Tabanan is een Indonesisch regentschap (kabupaten) in de provincie Bali op het gelijknamige eiland. Het regentschap grenst in het westen aan Jembrana, in het noorden aan Buleleng en in het oosten aan Badung. Het staat bekend als de graanschuur van Bali wegens 70% van de Balinese graanopbrengst.
Stadsgemeenten: Denpasar

Regentschappen: Badung · Bangli · Buleleng · Gianyar · Jembrana · Karangasem · Klungkung · Tabanan